# Progressiv trance
Progressiv trance är en subgenre till trance, direkt anpassad för dansgolvet. Djupa och funkiga ljudmattor dominerar progressiv trancelåtarna. Progressiv trance anses av vissa vara en hybrid mellan trance och house.

## Exempel på producenter
- John Digweed
- Sasha
- Max Graham
- Chab
- Ace Ventura
- Son Kite
- Atmos
- Neelix
- Dj Fabio & Moon
- Interactive Noise